# 仙波敏郎
仙波 敏郎（せんば としろう、1949年〈昭和24年〉2月14日 - ）は、日本の警察ジャーナリスト、内部告発者。愛媛県警察の元巡査部長。鹿児島県阿久根市の元副市長。「警察見張番・愛媛」代表。2005年、現職警察官として初めて警察の裏金問題を実名で内部告発した。

## 経歴
- 1949年、愛媛県松山市に3人兄弟の次男として生まれる。3歳で父を亡くし、母子4人の暮らしは楽ではなかったという。

### 愛媛県警察警察官として
- 1967年、愛媛県立松山東高等学校卒業。愛媛県警察に採用される。警察学校入校直後の実力試験では最優等の成績であった[1][2]。
- 1968年、県警察学校初任科修了、警察官として一線に立つ。現任補習課程を首席で修了[1][2]。
- 1973年、巡査部長昇任試験に合格。同期で最速[2][3]。（裏金作りに必要な架空の捜査協力費の）領収書作成を上司より依頼されるも拒否[1][2][3]。四国管区警察学校初級幹部科修了。
- 1974年、巡査部長に昇任。以後定年退職まで35年もの間、この階級に留まることになる。日本の警察史上最長記録。
- 1975年
  - 1973年と1974年に続いて同年にも（裏金作りに必要な架空の捜査協力費の）領収書偽造を依頼され拒否したところ、急遽駐在所へ異動させられる[2]。以後も拒否し続け、16年間で7所轄、計9回の異動を命じられる。
  - 1975年には、管区校の教官から公安警察に入るよう誘われるが、「領収書は書かない」と言うと話が立ち消えになった。
  - また、駐在所・交番勤務でありながら地元暴力団の動向に通じる仙波を松山東警察署刑事第二課（暴犯担当）に誘う話もあったが、同様の経緯で実現しなかった。
- 1979年、警部補昇任試験の学科試験に合格、面接試験を終えて署に戻ったところ、上司から「（裏金作りに必要な架空の捜査協力費の）領収書を書かなければ試験には合格しない」と言われ、その後の昇任試験受験を断念。
- 1992年、地元ケーブルテレビとタイアップした警察PR活動により警察庁長官賞。しかし、上司からは「警部補に昇任させたいが、マル特（要注意人物）だからできない」と言われる[1][2]。
- 1995年11月、消防吏員だった長男が、勤務先署長を刺殺し逮捕[注 2]。責任を取るため妻と心中を決意するが、次男の涙ながらの説得により思いとどまり、警察官の職を継続。その後、執拗な嫌がらせ[注 3]が続き突発性難聴で入院する。
- 1999年、鉄道警察隊に異動。指名手配中の広域窃盗犯を職務質問で見抜き逮捕。管区局長表彰。
- 2001年、妻が肝臓がんで闘病の末に世を去る。翌月、仙波も転倒して意識不明となり入院。
- 2003年、脳梗塞で入院。
- 2004年、長男の事件を担当したことで知り合いとなったオンブズえひめの弁護士と偶然会い、県警の裏金問題を追及していた同弁護士から裏金の実態について説明するよう依頼され、快諾。
- 2005年
  - 1月7日、オンブズえひめの弁護士8人に裏金問題を解説。告発会見を要請され一旦承諾。
  - 1月13日以降、上司から告発をしないよう説得を受ける。また、この日から尾行がついたという[注 4]。
  - 1月15日、高校の同級生でジャーナリストの東玲治と出会い、告発の意志を固める。
  - 1月20日、裏金問題を実名を名乗って告発[注 5]。記者会見終了1時間後、県警が拳銃を没収する[注 6]。
  - 1月27日、所属していた鉄道警察隊から急遽新設された閑職である地域課通信指令室企画主任[注 7]に、報復的な左遷で配置転換。
  - 2月4日、「仙波敏郎さんを支える会」発足、東玲治が会長就任。
  - 2月10日、配置転換を不服として、県を相手取り国家賠償請求訴訟を起こす。
  - 2月23日、愛媛県人事委員会に不服申し立て。
  - 3月4日、鉄道警察隊時代の警乗旅費支払いを求め、提訴。
- 2006年
  - 6月7日、県人事委員会、報復目的の不当な配置転換だったとして、配置転換を取り消す裁決。
  - 6月13日、鉄道警察隊に復帰。
  - 10月14日、指名手配中の詐欺犯を逮捕。本部地域課長表彰。
- 2007年、国家賠償訴訟、松山地方裁判所で勝訴。
- 2008年
  - 国家賠償訴訟、高松高等裁判所が県の控訴を棄却、県側上告断念により勝訴確定[注 8]。
  - 仙波を支え続けた盟友、東玲治死去。
- 2009年
  - 42年間勤めた愛媛県警を定年退職、「警察見張番・愛媛」を立ち上げる。
  - 警乗旅費請求訴訟、松山地裁が請求を棄却、高松高裁に控訴。
  - 地元の警察OB会である松山南警友会への入会を断られていたことが発覚[注 9]。
- 2010年
  - トナミ運輸で談合を告発し公益通報者保護法が制定されるきっかけを作った元社員串岡弘昭、オリンパスの現役社員とともに「公益通報者が守られる社会を! ネットワーク」を発足させる。
  - 警乗旅費請求訴訟、高松高裁が請求を棄却、最高裁は上告を受理せず、原告側敗訴が確定した。

### 阿久根市副市長として
- 2010年
  - 7月25日、鹿児島県阿久根市の竹原信一市長の専決処分によって同市の副市長に選任された。
2010年7月初旬に竹原市長から打診があり、7月中旬に講演のために訪れた群馬県で竹原と3日間行動をともにしたときに副市長就任の話が固まった[10]。仙波は無報酬のボランティアでやることを自ら申し出た[11] が、寄付行為になることが分かり適わないので、報酬の減額を申し出たうえで、減額後の給与も共済掛け金を除いて法務局に供託することにした[12][13]。
  - 8月2日、副市長に就任。
    - 副市長選任について竹原は議会を招集せず、地方自治法によって副市長の選任の条件とされている議会の承認を受けないまま、市長の専決処分によって行った。
    - これに対して鹿児島県知事伊藤祐一郎は、仙波の副市長人事は違法な状態での専決であり、法的効力に疑問がある、と批判した。このことによって鹿児島県は、仙波の副市長就任は法的に無効であるとして、仙波を副市長ではなく一般職員として扱う方針を県庁内に通達した[14]。
    - また、仙波の副市長選任について、総務省行政課は「もともと違法な処分なら、不承認の議決以前に無効だ」との見解を示した[15] が、いっぽうで同省の担当者はこの選任が8月25日時点で法的に有効な状態なのかについて「コメントできない。分からないとしか言いようがない」としている[16]。
    - 地方自治法第179条第1項において専決処分は「普通地方公共団体の議会が成立しないとき、第113条ただし書の場合においてなお会議を開くことができないとき、普通地方公共団体の長において議会の議決すべき事件について特に緊急を要することが明らかであると認めるとき、又は議会において議決すべき事件を議決しないときは、当該普通地方公共団体の長は、その議決すべき事件を処分することができる。」と定められている。

  - 市職員の人件費に関する張り紙をはがしたとして懲戒免職処分となり、鹿児島地裁で免職処分の効力停止が認められたものの、市側から復職を拒否されていた職員を、8月3日から復職させた。
  - 8月16日の課長会で、市役所の中枢である総務課・企画調整課・財政課に所属する職員全員に市職員労働組合からの脱退を求め、それに従わない職員は配置転換も検討する方針を示した。これに対して自治労鹿児島県本部は、組合員であることを理由にした配置換えに言及した点について、不利益な取り扱いを禁じた地方公務員法の規定に違反する可能性がある、と反発している[17]。
  - 8月25日、約半年ぶりに竹原市長が市議会に出席し、仙波の副市長就任人事案が審議されたものの、議会は同案を否決した。副市長に関する審議では、反市長派の議員から「専決処分は地方自治法に反する。仙波が副市長席に座っていること自体が問題だ」との批判が出た[18]。
    - それに対して仙波は「手続きは踏んだ。専決処分が議会の議決に優先するので私は完全に副市長だ」と述べた[15]。この発言について鹿児島県知事伊藤祐一郎は、「（議会に）報告さえすれば正当性を得られたように振る舞うのはいささか不可解。法的な正当性があるとは考えていない」と批判した[19]。
    - 議会運営委員長の櫁柑幸雄は、「議会が副市長と認めていないのだから自主的に退席するのが筋だ」と批判した[18]。
    - 仙波は、自分の副市長就任案が議会で不承認とされた場合でも「司法の場で違法と判断されない限り辞めない」と主張した。これについても伊藤知事は「面白い考えだ」と疑問を呈した[20]。
    - 8月26日の市議会終了後の記者会見で「仙波氏」と呼びかけた記者に対し、仙波は「あなたは（私を副市長と）認めてないんですか。認めないんですね」と詰め寄る一幕をみせた[21]。
    - 2010年9月17日に総務大臣に就任した片山善博は、「総務大臣としてというよりも一人の地方自治法に関心の深い者[注 10]」として「専決処分というのは厳格に要件が決まっている。阿久根市の今回のケースはこの要件を満たしていない。そもそも市長は議会を招集していなかったのだから違法であり、その違法な状態で行った専決処分も根っこから違法。副市長の選任もすべて無効」との認識を示した[23]。

  - 9月29日の阿久根市議会は、仙波の副市長選任を無効とし、さらに議場からの退席を求める決議を賛成多数で可決した。
また、市長との会談における市議会議長の発言について市長派議員が追及したものの議長が答弁を拒否、休憩に入った後、議長の答弁を求めて市長派議員が鍵をかけ議場を封鎖、反市長派議員が扉を押し切って議場になだれこむという混乱状態となった。再開された議会では、決議にもとづいて議長が仙波の議場からの退席を要求したが、竹原市長はこれを拒否した[24]。
  - 10月25日、仙波を違法な専決処分で副市長に選任し、8月以降阿久根市に月給38万400円を支払わせて損害を与えたなどとして、九州・沖縄8県と秋田県の弁護士25人が竹原市長を背任容疑で鹿児島地検に刑事告発した[25]。同地検は10月28日付で告発状を受理した[26]。告発人共同代表の3人の弁護士はいずれも自由法曹団団員で、うち1人は仙波が裏金を告発した際の代理人の1人でもあった。
  - 2009年4月に降格させ、市公平委員会が2010年2月に降格処分の取り消しを決定した職員3人について、竹原市長は仙波の説得に応じ、10月22日・26日付で元の役職に復帰させた[27]。
  - 11月22日、仙波の提案により、退職を申し出た総務課長（選挙管理委員会事務局長兼任）の後任に群馬県警の大河原宗平元警部補を任命した。市役所の課長クラス全員に就任を断られたため外部からの登用となったという[28][29]。

### 阿久根市長職務代理者として
- 2010年
  - 12月6日 竹原の阿久根市長失職に伴い市長職務代理者への就任を発表[30]。
    - これに対して議会は「元々無効な立場にある者の市長職務代理者への就任は、違法を重ねるものであり、到底認められない」として「正当な市長職務代理者による市政執行を求める決議」を可決。
    - 一方、伊藤県知事は「法的に正当かは疑問」としたうえで「市長選挙までの50日間、適正に職務代理者として務めていただければよろしいんじゃないか」と述べ、選挙管理のために容認する考えを示した[31]。
    - 仙波は会期延長を決定した12月6日の市議会本会議を「違法に延長されたもの」として欠席[32]。
- 2011年
  - 1月4日、市議会開会中にもかかわらず、一般会計などの補正予算（合計約1億5000万円）を市長職務代理者として専決処分[33]。
    - 地方自治法で首長の専決処分が認められているのは、議会を招集する時間的余裕がない場合などに限られている。また総務省は「議会開会中にも専決処分はできるが、議会が審議に応じないなどの場合に限る」との見解を示している。しかし仙波は「阿久根市の条例で年4回と定められている定例議会を4回開かず、9月議会を延長したのは違法。違法議会には提案できない」と主張し専決処分を行った[34][35]。
    - 片山善博総務大臣は仙波のこの措置に対して、「議会を開会していて議案を出さないで専決するのはあり得ない。何を考えているのか。法治国家で法律を守らないのは全く論外だ」「要件を満たさない専決処分は違法、無効だ」と指摘した[36]。
    - 阿久根市議会の浜之上大成議長は「議会は閉会していない。予算などを審議できるよう会期延長した。議会に予算案を提出すれば済むこと。専決処分は違法行為を重ねたことである」と話した。ついで同市議会は6日、この補正予算の専決処分を「違法で無効。独裁的」と抗議する決議を可決した。また、違法な専決処分を是正できるよう地方自治法改正を求める意見書も可決、7日にも首相や総務相、衆参両院議長あてに提出することとしている[35]。
    - 鹿児島県の伊藤祐一郎知事は「阿久根議会は開会中。想定外の事態がまた一つ起きた」と話した[34]。

  - 1月13日、市防災無線で、来年度から学童クラブを廃止して放課後教室へ移行し、翌日14日に説明会を行うことを放送させた。
  - 1月14日、阿久根市の広報誌「広報あくね」平成23年1月号の「新年のあいさつ」として、竹原前市長を応援する内容を掲載[37]、2011年阿久根市長選挙投票日前に配布するように指示した[38]。対立候補の西平良将は公平さを欠くと批判した[39]。

### 解任
- 2011年
  - 1月17日、阿久根市長選挙により竹原の落選という結果をうけて、副市長を辞任する意向を示した[40] が、新市長に就任した西平より解任された。西平は「個人的には副市長（選任）の専決処分を認めているわけではないが、これまで阿久根のために尽力していただいたことに敬意を払いたい」と話し、事実上の副市長として遇した上での解任辞令交付とした[41]。
  - 副市長解任後の記者会見で、「竹原前市長は素晴らしい人物と今でも思っている。誤解されている点をフォローするために来たが、住民投票、今回の落選と十分な補佐が出来なかった。これからは阿久根に残って行政改革の行方を見届けたい」と発言した[42]。
  - 1月18日、竹原信一を支持する市民らと「阿久根を考える会」を設立、代表に就任した。阿久根市役所1階ロビーで意見交換会を開き、「対話を重んじる市長が問答無用で私を解職し、総務課長も更迭した。報復人事だ」などと西平市長を批判した[43]。
  - 7月28日、鹿児島地検は、専決処分で選任された仙波前副市長への給与支払いをめぐる背任罪について「専決処分の効力は解釈が分かれ違法と断定できない」と嫌疑不十分とするなど、竹原前市長に対する計6件の告発事件について、いずれも不起訴処分とした[44]。これに対し9月20日、告発した九州の弁護士24人が、処分を不服として鹿児島検察審査会に申し立てを行った[45]。
- 2012年
  - 鹿児島検察審査会は1月13日付で、九州の弁護士グループが審査を申し立てていた鹿児島地検の処分について不起訴相当と議決した[46]。
- 2013年
  - 映画『ゼウスの法廷』（高橋玄監督）に最高裁主席調査官役で出演。
- 2014年
  - 竹原が落選し阿久根市政から撤退した後の4月、竹原は自身のブログやtwitterで、仙波と決裂したことを、彼との電話の録音テープとともに公表した。いわく「（仙波は）心を病んでいるのだろう。裏表が激しく嘘を言う。大河原宗平さんを誹謗したり、彼の支援組織を解体したりした。警察とも内通している。仙波氏を阿久根から出します」[47]。

### 日本コンプライアンス公益通報委員会設立
2025年6月4日、自動車レーススーパーフォーミュラに参加している野田樹潤選手の所属チームHAZAMA ANDO Triple Tree Racingで日本コンプライアンス公益通報委員会を設立したとチームの公式Xで発表した。

## 関連資料
- 北海道新聞取材班『日本警察と裏金 -底なしの腐敗』講談社 2005年 ISBN 978-4062750868
- 原田宏二『警察VS警察官』講談社 2006年 ISBN 978-4062133203
- 東玲治『ドキュメント・仙波敏郎 -告発警官1000日の記録-』創風社出版 2007年 ISBN 978-4860370978
- 仙波敏郎『現職警官「裏金」内部告発』講談社 2009年 ISBN 978-4062153591
- 報道発 ドキュメンタリ宣言『さらば警察 〜わが人生に悔いなし〜』 2009年5月11日放送[注 11]
- 江川紹子『勇気ってなんだろう』岩波ジュニア新書 2009年 ISBN 978-4005006397
- 『紙の爆弾』：本誌で連載を持っている。タイトルは「裏金告発した元愛媛県警巡査部長・退職後も続く闘争」。2010年末に発売された号で、大河原宗平就任の後に黒木昭雄にも阿久根市から何らかのオファーを出そうと考えていた矢先に黒木が急逝してしまったことへの驚きと追悼が記されている。